# Land Rover Series

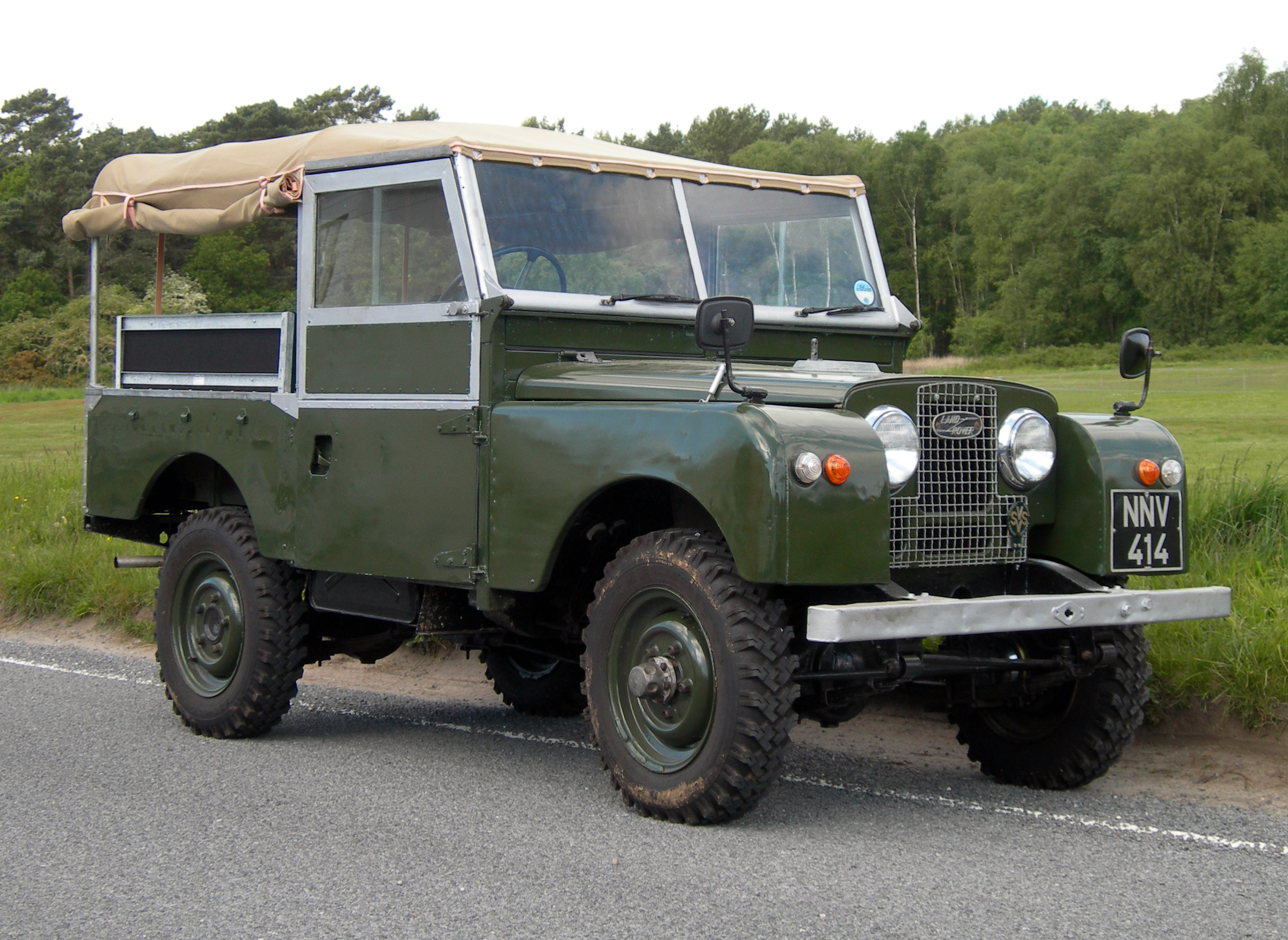
Land Rover 86, modèle de base à 2 portes, à tôles planes d'aluminium rivetées sur des cornières d'acier galvanisé, 1954.

Les Land Rover Series I, II, et III (communément appelées Land Rover Series, pour les distinguer des modèles plus récents) sont des véhicules tout-terrain fabriqués à partir de 1948 par le constructeur britannique Land Rover, inspirés de la Jeep Willys américaine. En 1992, Land Rover a affirmé que 70 % de tous les véhicules qu'ils avaient construits étaient encore en usage. Ces modèles étaient produits à Solihull.
Les modèles Series disposent d'une suspension à ressorts à lames, de prises de force pour entraîner des accessoires et d'une transmission à deux ou quatre roues motrices (4x4), sélectionnables au choix, excepté pour la version Series III Stage 1 V8 qui est un 4x4 permanent. 

## Développement
La Land Rover a été conçue par l'ingénieur Maurice Wilks et son frère Spencer, directeur de la société Rover en 1947, juste après la Seconde Guerre mondiale. Avant la guerre, Rover avait produit des voitures de luxe, inadaptées à la période d'après-guerre, où les matières premières étaient strictement réservées à la construction de bâtiments ou d'équipements industriels, ou bien à la fabrication de produits exportables, de manière à attirer des devises étrangères essentielles pour le pays. De plus, l'usine d'origine de Rover, située à Coventry, avait été bombardée pendant la guerre, ce qui obligea l'entreprise à se déplacer vers une grande « usine de l'ombre » construite juste avant la guerre, à Solihull, près de Birmingham, utilisée pendant la guerre pour la construction des  moteurs d'avions Bristol Hercules. Cette usine était immédiatement disponible, mais la mise en production d'une voiture à partir de zéro apparaissait financièrement peu viable. Les plans d'une petite voiture économique, connue sous le nom de Type M, furent établis et même quelques prototypes réalisés, mais ils furent jugés trop coûteux à produire.
Maurice Wilks, chef de projet de Rover, vint avec un autre plan pour produire un véhicule agricole et utilitaire léger, de conception similaire à la Jeep Willys qui avait fait ses preuves durant la guerre, mais en mettant l'accent sur l'utilisation agricole. Peut-être a-t-il été inspiré par la Standard Motor Company, qui avait fait face à des problèmes semblables et avait mis en production le modèle très réussi du tracteur Ferguson TE20, dans sa propre usine de l'ombre, à Coventry. Plus probablement, il eut recours à sa propre expérience de l'utilisation d'une Jeep de surplus de l'armée dans sa ferme d'Anglesey, dans le Nord du pays de Galles. Il ajouta dans sa conception une fonction de prise de force (power take-off, ou PTO), car il y avait un vide dans le marché entre les jeeps et les tracteurs, qui offraient la fonction PTO, mais étaient moins souples pour le transport. Le concept Land Rover d'origine (un véhicule intermédiaire entre une camionnette et un tracteur) est similaire à celui de l'Unimog, développé en Allemagne au cours de la même période.
Le premier prototype avait une particularité : son volant de direction était monté dans le milieu du véhicule. Il est donc connu sous le nom de center steer. Il fut construit sur un châssis de Jeep, sur lequel avaient été montés le moteur quatre cylindres et la boîte de vitesses de la berline P3 de Rover. La carrosserie avait été faite à la main à partir de tôles en alliage d'aluminium-magnésium appelé Birmabright, afin d'économiser l'acier, strictement rationné. Le choix de la couleur fut dicté par des fournitures excédentaires militaires de peinture de cockpits d'avions, si bien que les premiers véhicules sortirent tous en diverses nuances de vert clair. Les premières pré-productions de Land Rover furent mises au point à la fin de 1947 par une équipe dirigée par l'ingénieur Arthur Goddard.
Les tests ont montré que ce véhicule prototype était une machine capable et polyvalente. Les trois prises de force : prise avant sur le moteur, prise centrale sous la boîte de transfert et prise arrière sur la traverse arrière du véhicule par une ligne d'arbres depuis la boîte de transfert, le rendaient apte à mettre en action des machines agricoles, exactement comme le ferait un tracteur. Le prototype a également été testé pour le labour et d'autres tâches agricoles. Cependant, quand le véhicule fut préparé pour la production, l'accent mis sur l'utilisation comme tracteur fut diminué et la direction centrale s'avéra peu pratique en utilisation courante. Le volant fut donc monté sur le côté droit comme à l'habitude, la carrosserie fut simplifiée, afin de réduire le temps et les coûts de production, et un plus gros moteur fut monté, avec une boîte de transfert conçue pour remplacer l'unité Jeep. Le résultat a été un véhicule n'utilisant aucun composant Jeep et légèrement plus court que son inspiratrice américaine, mais tout à la fois plus large, plus lourd, plus rapide et conservant les prises de force.
La Land Rover avait été conçue pour être en production durant deux ou trois ans, le temps de gagner un peu de flux de trésorerie et de commandes à l'exportation pour la Société Rover, pour qu'elle puisse redémarrer rapidement sa production d'automobiles haut de gamme. Mais après le redémarrage de la production d'automobiles, on s'aperçut que leurs chiffres de vente étaient fortement surpassés par le tout-terrain Land Rover qui, vendu ensuite sous sa propre marque, reste depuis lors un succès mondial. Cette réussite tient largement à la conception de base de la Land Rover, faisant appel à un outillage simple et à l'utilisation d'une quantité minimale de matériaux rationnés. Il en est ainsi de la carrosserie en alliage d'aluminium, qui a été conservée tout au long de la production - même si elle revient plus cher qu'un corps en acier classique - en raison de ses propriétés idéales de légèreté et de résistance à la corrosion. On peut citer d'autres exemples comme les panneaux de carrosserie plats distinctifs comportant seulement quelques galbes de rayon constant (à l'origine retenus parce qu'ils pouvaient être découpés et formés à la main à partir de feuilles d'aluminium sur un simple gabarit) et le châssis caisson échelle solide qui, sur les véhicules Series, était constitué de quatre bandes d'acier soudées de chaque côté pour former une boîte, réduisant ainsi les opérations de soudage complexes requis pour fabriquer des cadres en U ou en I plus conventionnels.

## Series I
La Land Rover est entrée en production en 1948, avec ce qui a été appelé plus tard la Series I. Lancée au salon d'Amsterdam, elle était conçue à l'origine pour la ferme et l'usage industriel léger, avec un châssis caisson en acier et un corps en aluminium.

### 1948: Land Rover 80, modèle de base
À l'origine, la Land Rover était disponible en un seul modèle qui, de 1948 à 1951, avait un empattement de 80 pouces (2,0 m) et un moteur à essence quatre cylindres de 1,6 litre produisant 51 ch (37 kW). La boîte de vitesses à quatre rapports, tout comme le moteur, provenaient de la Rover P3, avec une nouvelle boîte de transfert à deux rapports, qui comprenait un système à quatre roues motrices inhabituel, avec une roue libre, tel qu'on la trouvait sur plusieurs voitures Rover de l'époque, permettant le débrayage de l'arbre avant. Un mécanisme dont la commande était située près des pieds du conducteur permettait le verrouillage de la roue libre pour fournir une transmission 4x4 traditionnelle. Le véhicule de base ne comprenait ni les hauts de portières, ni la bâche montée sur arceaux ou le toit en tôle d'aluminium, proposés en option. En 1950, les phares furent déplacés d'une position en arrière de la grille de calandre vers des ouvertures ménagées à travers la grille.

### 1949: Station Wagon Tickford

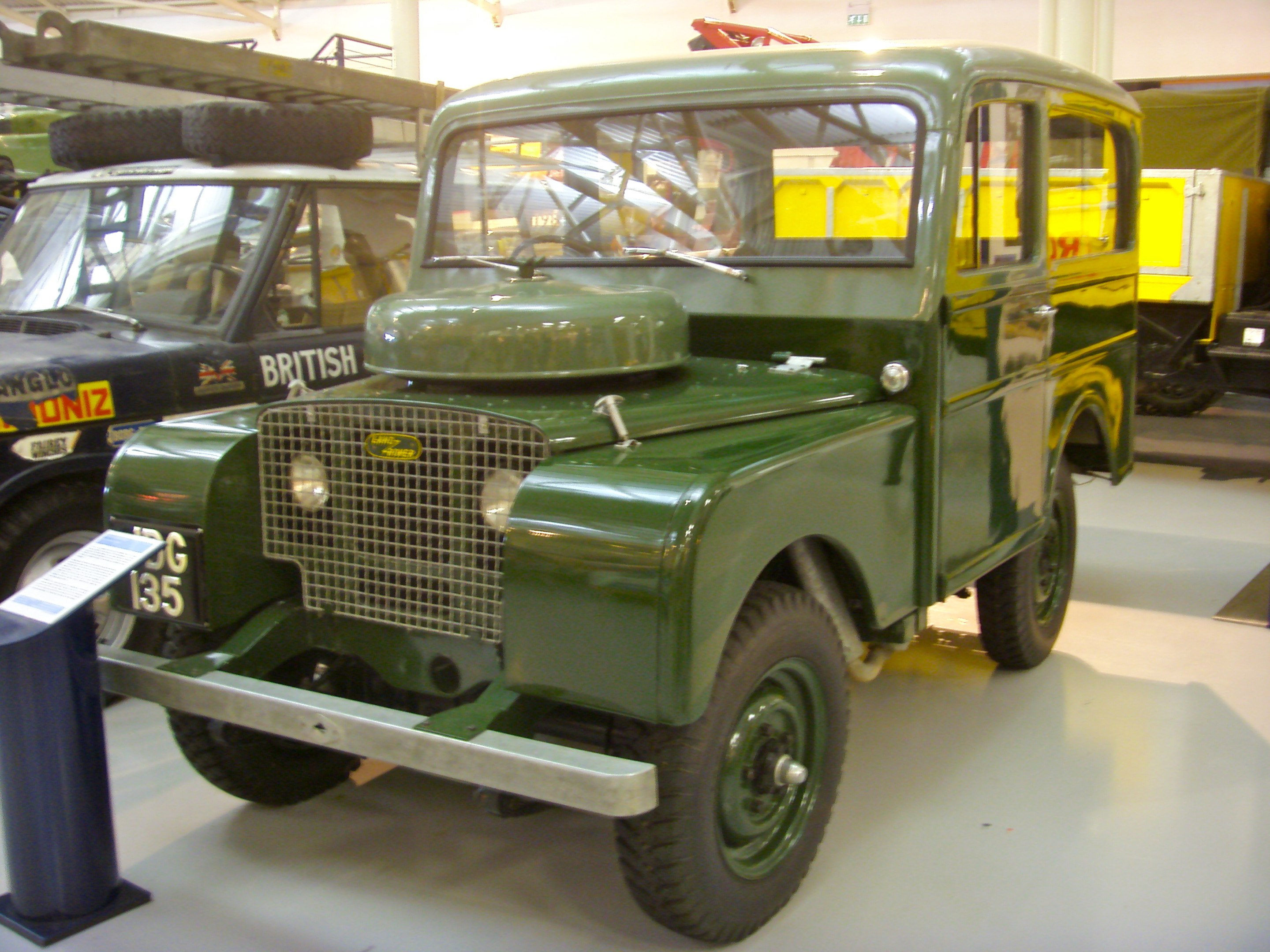
Land Rover 80 Station Wagon Tickford, carrosserie à ossature en bois.

Depuis le début, on a constaté que certains acheteurs désiraient disposer des capacités d'une Land Rover, sans devoir se contenter d'un intérieur aussi spartiate. En 1949, Land Rover lança un modèle spécial appelé "Station Wagon", équipé d'une caisse construite par le carrossier Tickford, connu pour sa collaboration avec Rolls-Royce et Lagonda. La carrosserie était, selon une formule courante à l'époque, à ossature en bois, avec des sièges pour sept personnes. La Tickford était bien équipée en comparaison de la Land Rover normale, disposant de sièges en cuir, d'un appareil de chauffage, d'un pare-brise d'une seule pièce laminé et d'un couvercle de roue de secours en tôle emboutie, avec un peu de finitions intérieures et quelques autres options. La construction en bois revenait cher à construire et la Tickford était fiscalement considérée comme une voiture privée, payant au Royaume-Uni une lourde taxe à l'achat, contrairement à la Land Rover d'origine. Aussi moins de 700 Tickfords ont-elles été vendues, et toutes, sauf 50 exemplaires, ont été exportées. 

### 1950-1953: évolution mécanique
En 1952 et 1953, la Land Rover fut équipée d'un plus gros moteur à essence de 2,0 litres. Ce moteur présente des « perçages siamois », ce qui signifie qu'il n'y a pas de passages pour l'eau de refroidissement entre les cylindres. Au cours de 1950, le système 4x4 semi-permanent inhabituel fut remplacé par une configuration plus classique, avec entraînement de l'essieu avant par un embrayage à crabots. 
Le statut juridique de la Land Rover fut également précisé : comme mentionné ci-dessus, la Land Rover a été classée comme véhicule utilitaire, ce qui signifie qu'elle était exemptée de taxe à l'achat. Toutefois, cela signifie aussi que sa vitesse était limitée à une vitesse de 30 mph (48 km/h) sur les routes britanniques. Après un appel à la Chambre des Lords où un propriétaire avait été accusé d'avoir dépassé cette limite, la Land Rover fut classée comme un « véhicule multi-usages » qui ne devait être classé comme véhicule utilitaire que si elle était utilisée à des fins commerciales.

### 1954: châssis court 86 pouces et châssis long 107 pouces

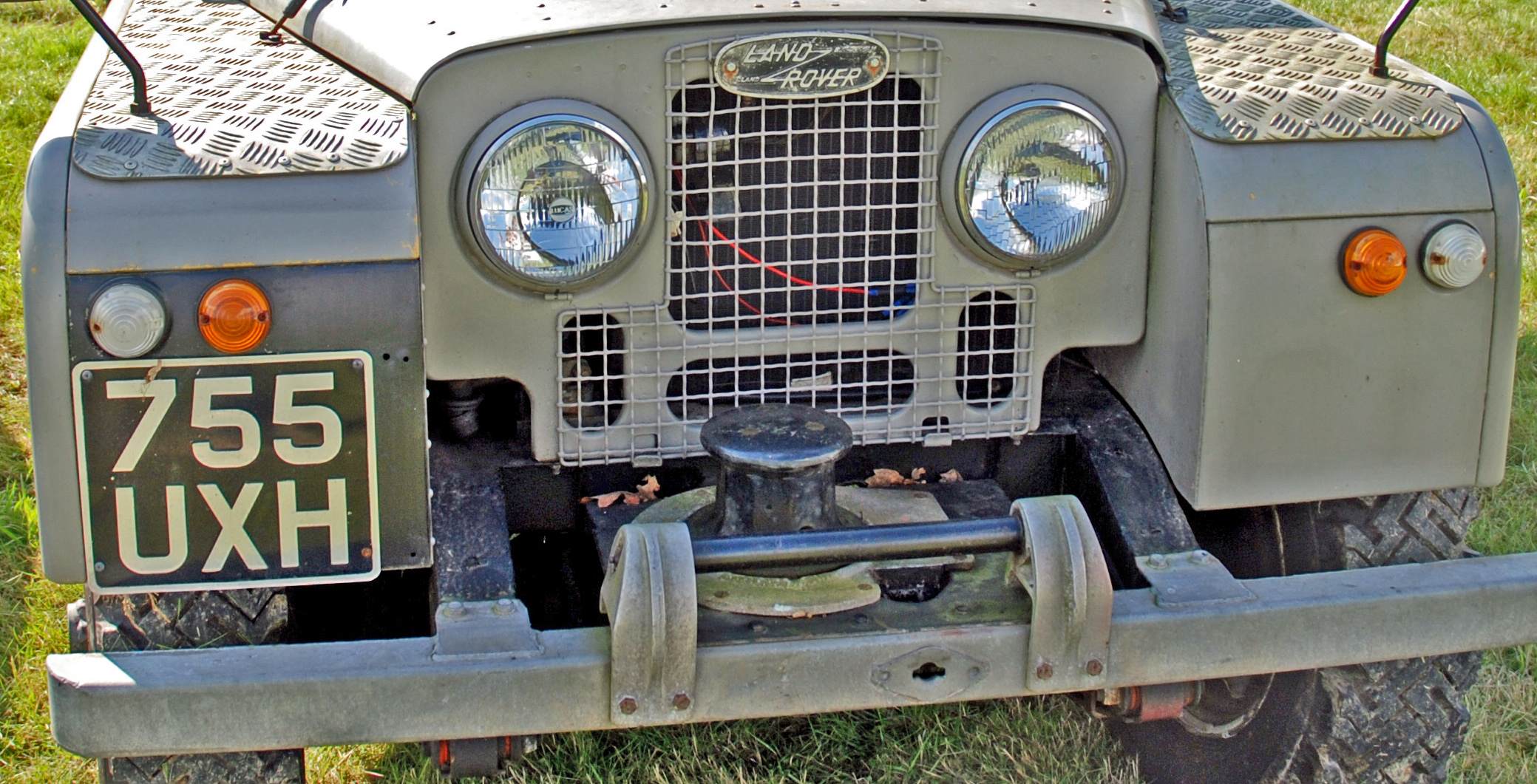
Cabestan mécanique, monté sur Land Rover Series I 107, directement entraîné par le vilebrequin du moteur.

L'année modèle 1954 a apporté des changements majeurs. Le modèle à empattement de 80 pouces (2,0 m) a été remplacé par un modèle à empattement de 86 pouces (2,20 m), et une version "Pick Up" plus longue à empattement de 107 pouces (2,70 m) a été lancée. L'empattement supplémentaire a été obtenu par ajout d'un espace de chargement supplémentaire derrière la zone de la cabine. À la mi-1954 a été introduit un moteur à essence à alésage légèrement augmenté (spread bore) qui procurait un meilleur refroidissement entre les cylindres.

### 1956: Station Wagon 5 portes

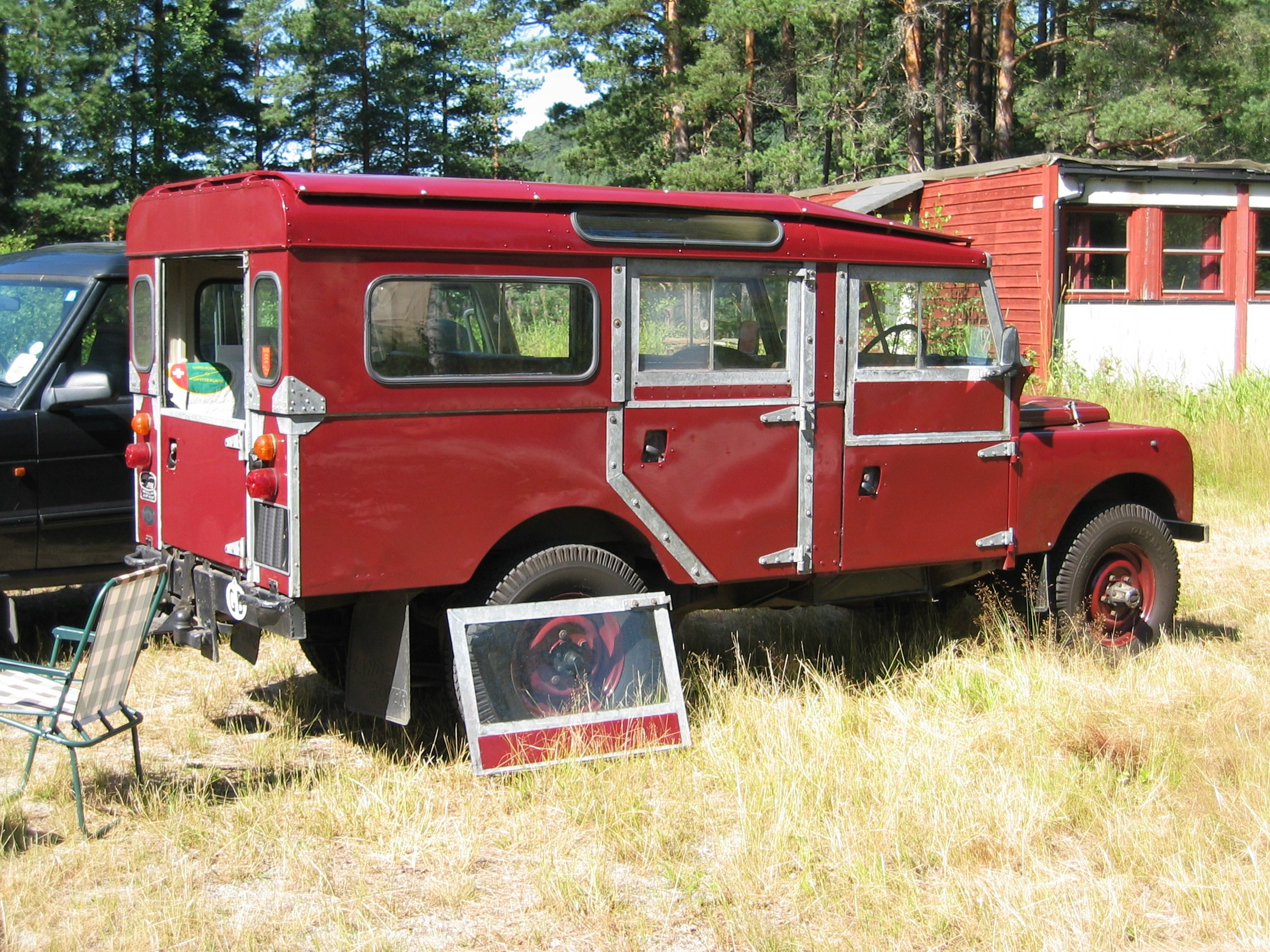
Land Rover Series I Station Wagon 107 : la carrosserie est composée de tôles planes rivetées sur une quantité de cornières galvanisées. Ce modèle 1957 est pourvu d'un double toit tropical. La couleur d'origine était généralement le gris.

L'année 1956 a vu l'introduction du premier modèle à cinq portes, sur le châssis 107 pouces, connu sous le nom de "Station Wagon", pouvant accueillir jusqu'à dix personnes, alors que le modèle 86 pouces était un trois portes, sept places. Les nouveaux breaks étaient très différents du modèle Tickford précédent, par leur construction en panneaux métalliques simples et ossature boulonnée, au lieu de la structure complexe en bois de l'ancien Station Wagon Tickford. Ils étaient destinés aussi bien à l'usage commercial qu'au transport des ouvriers dans des endroits éloignés, ainsi qu'à l'usage privé. Comme la version Tickford, ils sont apparus avec des garnitures intérieures de série, ainsi que des équipements comme les évents de toit et l'éclairage intérieur.
Le Station Wagon a été le premier élargissement de la gamme Land Rover. Des breaks ont été équipés d'un "toit Safari" consistant en un double toit installé au-dessus du véhicule, qui conservait la fraîcheur à l'intérieur par temps chaud et réduisait la condensation par temps froid. Des évents aménagés dans le toit ajoutaient une ventilation à l'intérieur. Alors qu'ils étaient basés sur le même châssis et la même mécanique que les véhicules standards, les Station Wagon eurent des numéros de châssis différents, avec des emblèmes spéciaux, et des brochures publicitaires qui leur étaient propres. Contrairement au précédent Station Wagon Tickford, ces nouvelles versions faites maison furent très appréciées.
À la mi-1956, les empattements ont été allongés de deux pouces (51 mm) : de 86 à 88 pouces (2,20 m)  pour le châssis court et de 107 à 109 pouces (2,80 m) pour le châssis long ; dans le même temps, la traverse avant du châssis a été avancée d'un pouce pour pouvoir accueillir le nouveau moteur diesel, disponible en option l'année suivante. Cette modification a été apportée à tous les modèles à l'exception du 107 Station Wagon, qui n'a jamais été équipé d'un moteur diesel, et fut le dernier modèle Series I en fabrication. Ces nouvelles dimensions de châssis devaient être celles de toutes les Land Rover pour les 25 années suivantes. 
En 1957 apparaît le tout nouveau moteur diesel de 2,0 litres à soupapes en tête, tandis que le moteur à essence, pourtant de cylindrée similaire, conserve l'ancienne disposition à soupapes latérales. Ce moteur diesel, moderne pour son époque, a été l'un des premiers moteurs diesel à grande vitesse développés pour un usage routier, produisant 52 ch (39 kW) à 4 000 tr/min.

## Series II

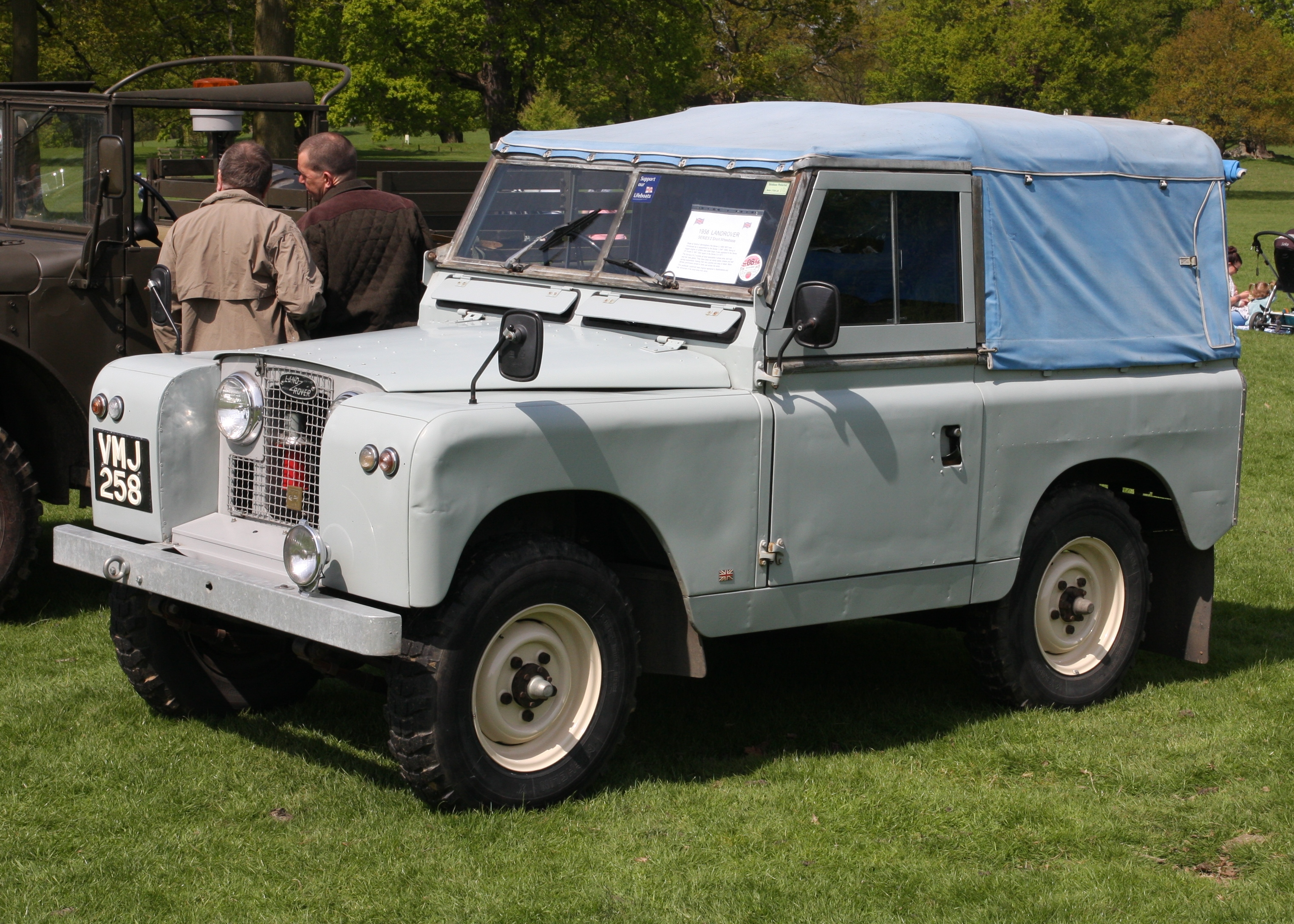
Land Rover 88, série II, 1958. La plaque centrale horizontale sans arrondi, au-dessus du pare-choc, est caractéristique.

Les Land Rover Series II sont restés assez peu de temps en production, de 1958 à 1961. Ils reprennent l'empattement des derniers châssis de Series I, soit 88 pouces (2,20 m) pour le châssis court (short wheel base : SWB) et 109 pouces (2,80 m) pour le châssis long (long wheel base : LWB). Ce fut le premier Land Rover à recevoir l'attention de David Bache, chef-styliste de Rover, qui donna au nouveau véhicule une voie plus large et une nette amélioration de la cabine amovible de la version pick-up, avec des vitres latérales galbées et un toit arrondi, tels qu'on les voit encore sur les  Land Rover modernes. La Series II a été le premier véhicule Land Rover à utiliser le moteur à essence de 2,25 litres bien connu, bien que les 1500 premiers châssis courts (SWB) sortis aient conservé le moteur à essence de 52 ch (39 kW) de 2,0 litres de la série I. Le nouveau moteur à essence, plus gros, développait 72 ch (54 kW) : il profitait de l'expérience acquise sur le diesel de 2,0 litres qui était encore en usage. Ce moteur à essence de 2 litres 1/4 est resté la norme sur les Land Rover jusqu'au milieu des années 1980, quand les moteurs diesel sont devenus plus populaires.
Le Station Wagon 109 pouces Series II offre une option de douze places assises au lieu des dix places habituelles : il a suffi pour cela d'augmenter un peu la largeur des deux banquettes longitudinales de la plate-forme arrière pour porter leur capacité à deux fois 3 places. Cette augmentation plus théorique que vraiment pratique a été imaginée pour profiter de la législation fiscale du Royaume-Uni, par laquelle un véhicule de 12 sièges ou plus était classé comme un bus, et était exempté de taxe à l'achat et de taxe sur les véhicules spéciaux (Purchase Tax et Special Vehicle Tax). Cela fait un véhicule à 12 places non seulement moins cher que la version 10 places, mais aussi moins cher que le 7 places du Station Wagon 88 pouces. La configuration en douze places est restée un standard de carrosserie très populaire au Royaume-Uni depuis des décennies, y compris jusqu'au Defender. Le statut inhabituel des douze places est resté en vigueur jusqu'en 2002, lorsqu'on s'est avisé que ces véhicules pourraient être assimilés à des minibus et pourraient comme tels emprunter les voies réservés aux bus et être exemptés de péage urbain à Londres.
Il a fallu un certain temps pour passer véritablement de la série I à la série II : au début, les Series II 88 pouces ont été équipés de l'ancien moteur à essence de 2 litres, jusqu'à épuisement du stock prévu pour la Séries I Station Wagon 107 pouces qui a continué sa carrière jusqu'à la fin de 1959 en raison de la demande continue sur les marchés d'exportation.

## Series IIA

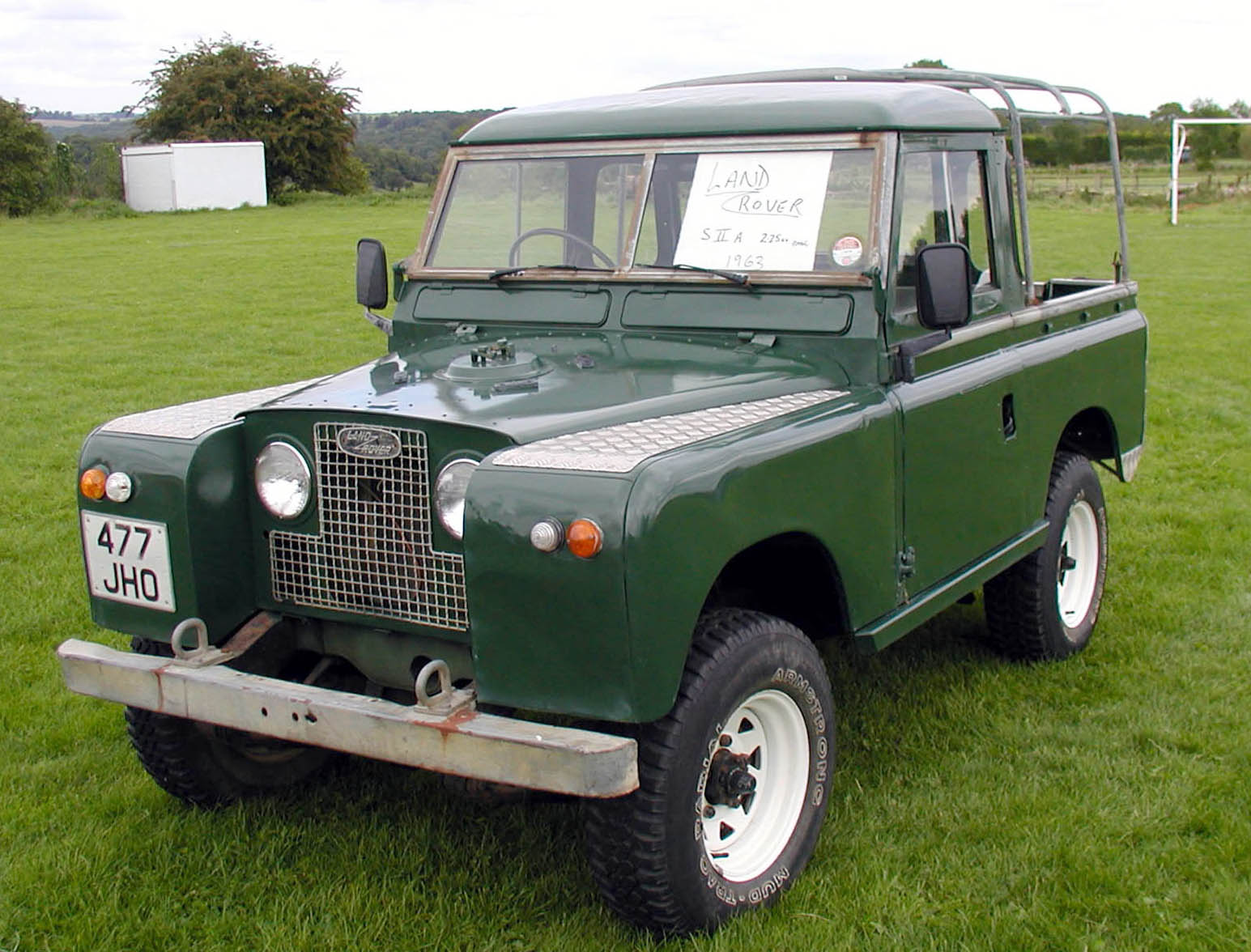
Land Rover Series IIA pick-up, 1963.

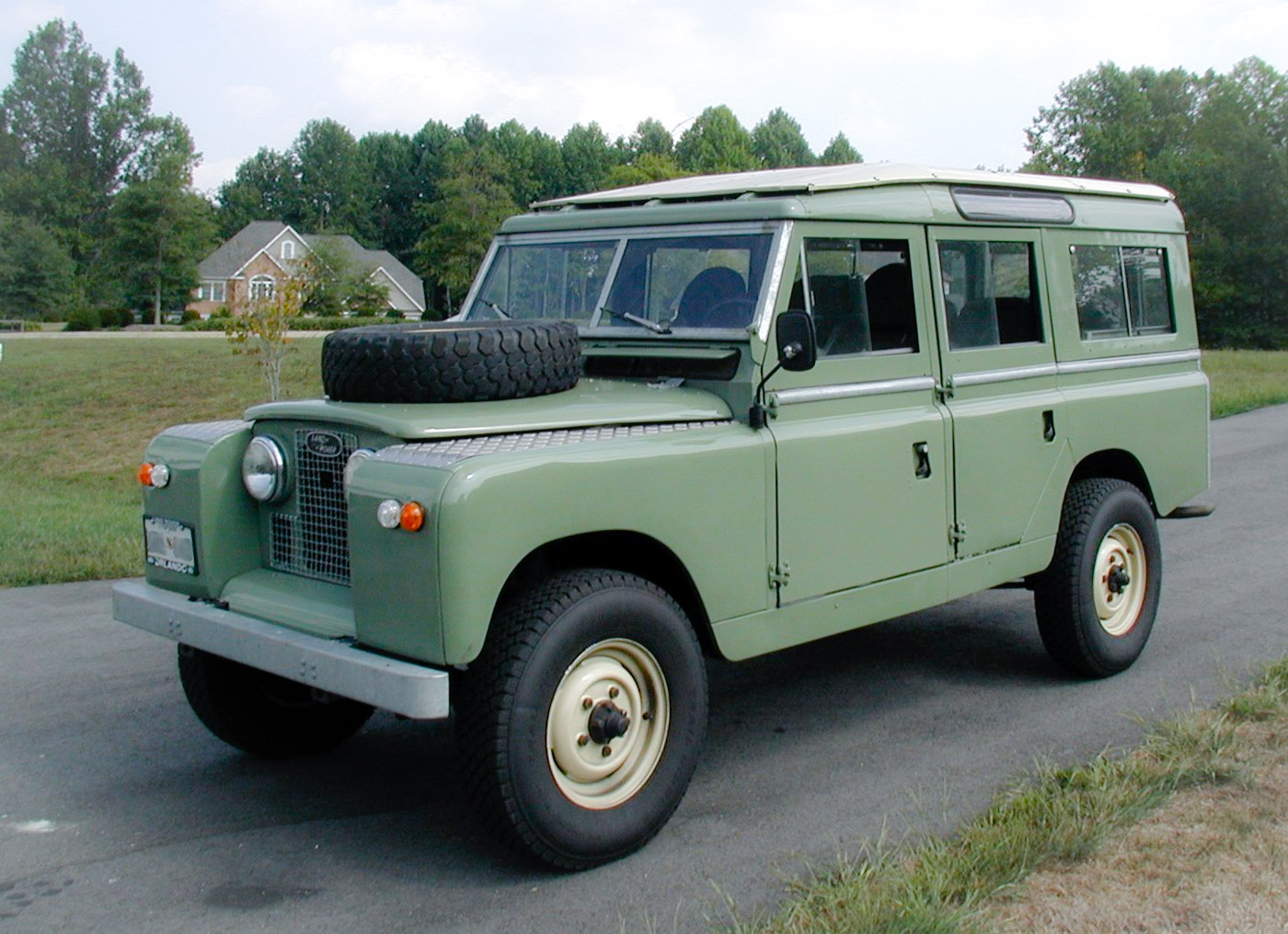
Land Rover Series IIa Station Wagon

Les Series II et Series IIA sont très difficiles à distinguer. Il y avait quelques changements extérieurs mineurs, comme la forme de la plaque horizontale (SII : plate / SIIA : galbée) entre pare-chocs et calandre, à l'emplacement du treuil ou du cabestan disponibles en accessoires, mais le changement le plus important est sous le capot, avec le nouveau moteur diesel de 2,25 litres. Les configurations de carrosseries disponibles d'usine allaient du châssis court bâché au Station Wagon cinq portes. 
En 1967, un moteur à essence six cylindres en ligne de 2,6 litres a été introduit pour les modèles à empattement long : ce moteur était accompagné d'un servo-frein. Parmi ces véhicules, 811 camions furent exportés sur les marchés américain et canadien.
À partir de février 1969, les projecteurs sont déplacés dans les ailes sur tous les modèles et, quelques mois plus tard, les panneaux de bas de caisse sont redessinés : ils sont désormais moins hauts. 
La série IIA est considérée par beaucoup comme le modèle le plus cohérent de toutes les Land Rover. Il est également le type de Land Rover le plus fortement ancré dans la perception et le souvenir du public, avec de nombreuses apparitions dans des films populaires et des documentaires ou des séries de télévision tournés en Afrique dans les années 1960, comme Daktari. En février 1968, quelques mois après l'intégration de son fabricant, sous la pression du gouvernement, dans la Leyland Motor Corporation, la Land Rover célèbre son vingtième anniversaire, avec une production totale d'un peu moins de 600 000 exemplaires, dont plus de 70 % avaient été exportés. C'est avec la série IIA que les ventes de Land Rover ont atteint leur apogée, en 1969-70, avec plus de 60 000 Land Rover vendues en un an : à titre de comparaison, les ventes de Defender ont tourné autour de 25 000 par an depuis les années 1990. La Land Rover dominait alors beaucoup de marchés dans le monde : en Australie, dans les années 1960, Land Rover tenait 90 % du marché du 4×4. Il en était de même dans de nombreux pays d'Afrique et du Moyen-Orient.

### Series IIA Forward Control
La série IIA FC (c'est-à-dire à cabine avancée), lancée en 1962, était basée sur le moteur à essence Series IIA de 2,25 litres et le châssis 109 pouces (2,769 m), avec la cabine placée au-dessus du moteur pour donner plus d'espace de chargement. Les véhicules destinés à l'exportation ont été les premiers Land-Rover à être pourvus du moteur à essence 6 cylindres de 2,6 litres. La plupart des exemplaires produits avaient un pont arrière ENV (heavy duty) ; l'essieu avant assorti est apparu plus tard. Les pneus étaient de grands 900 × 16 sur jantes renforcées, de manière à répartir le poids au sol de ce lourd véhicule. Ces Land Rover à cabine avancée manquaient de puissance pour leur poids et leur capacité de charge accrue (1,5 t) ; ils étaient bruyants et inconfortables, et la plupart d'entre eux connurent une dure vie de travail. Moins de 2 500 ont été construits, la plupart avec le plateau à ridelles standard, mais les exemplaires survivants ont souvent une carrosserie personnalisée, comme des ambulances ou des véhicules de pompiers.

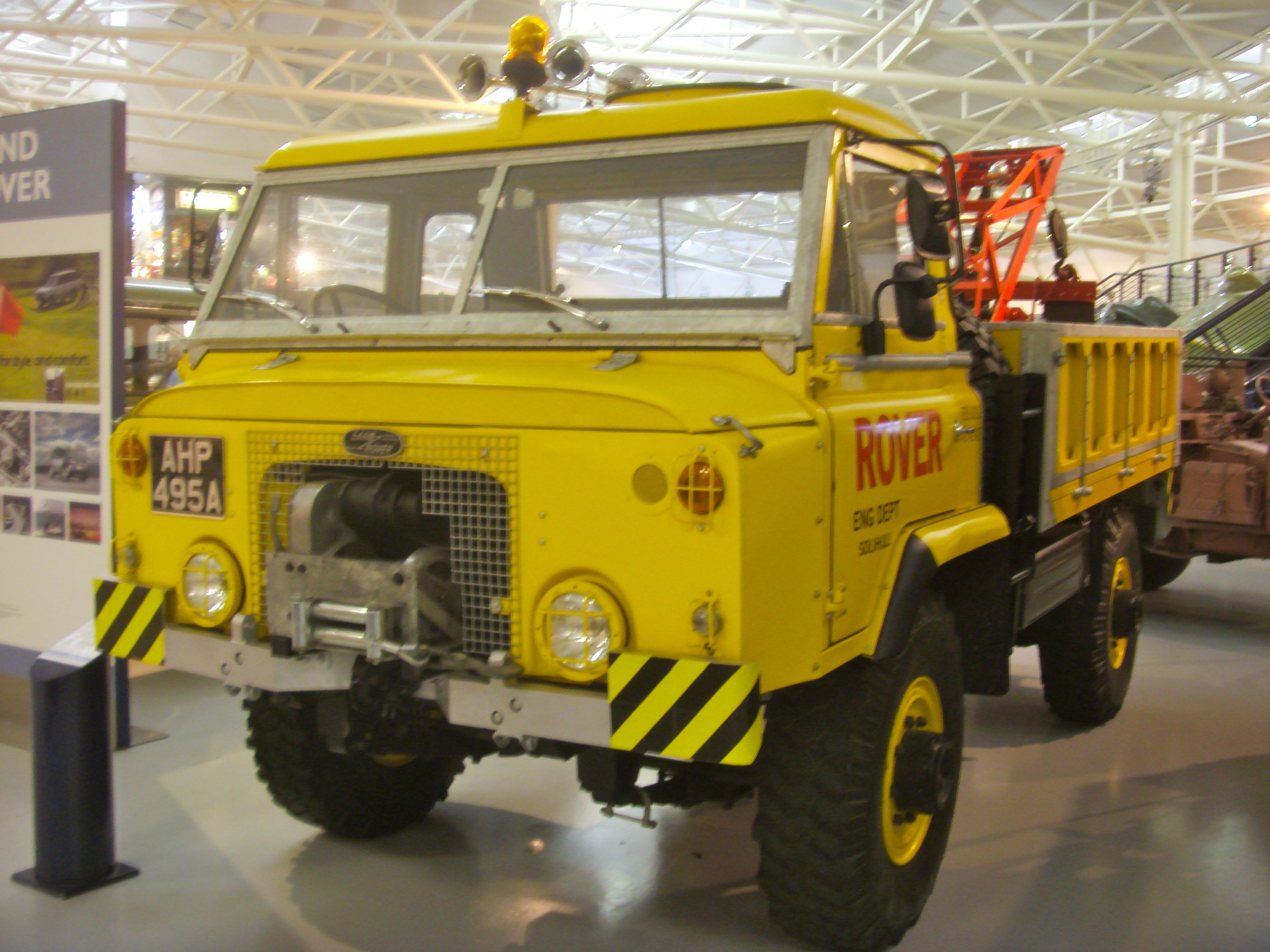
Land Rover IIA Forward Control, en véhicule de service, 1963.
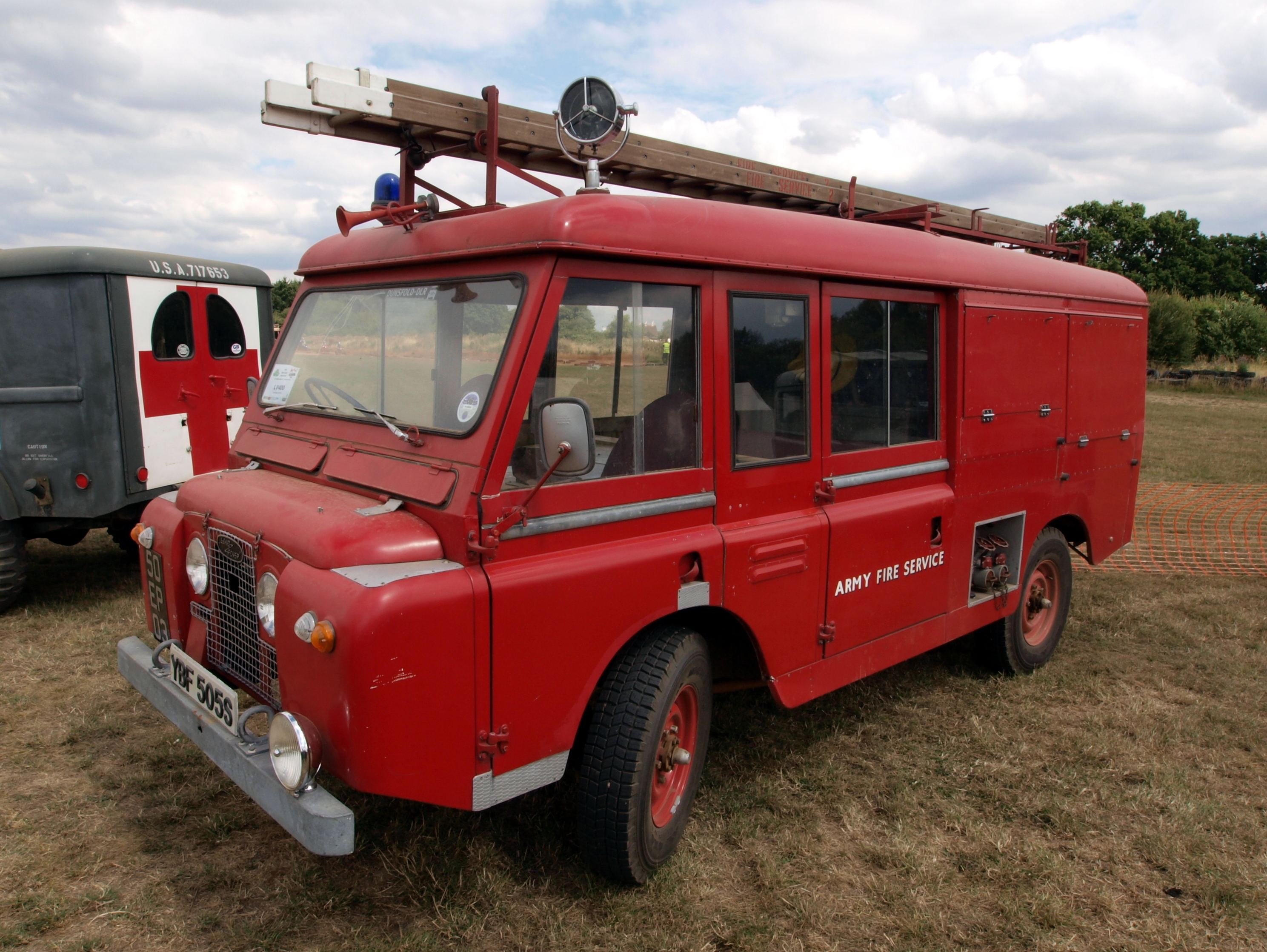
Land Rover Series IIA Forward Control, en véhicule de pompiers.

### Series IIB Forward Control

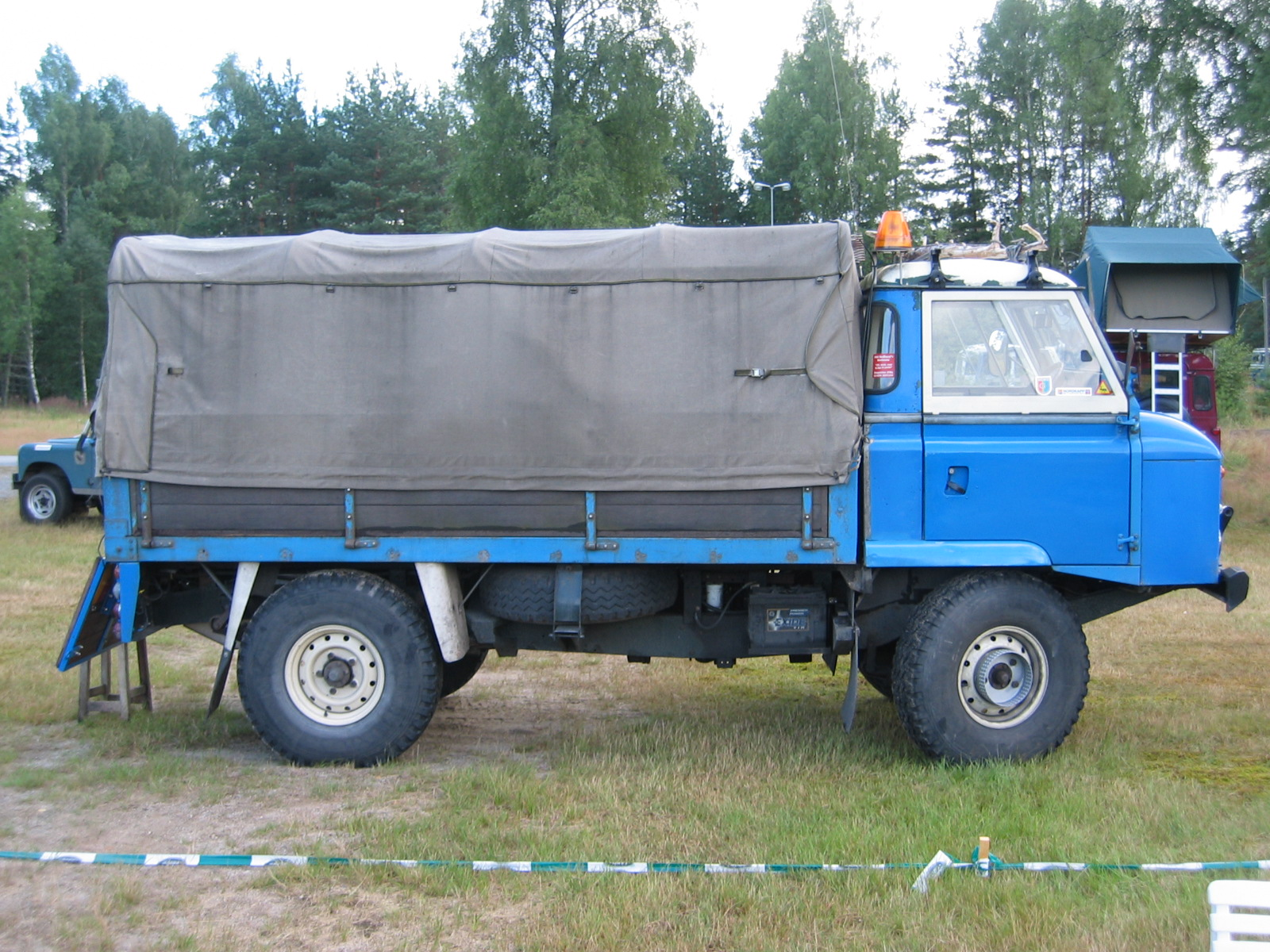
Land Rover Series IIB FC, plateau bâché à ridelles.

Le Series IIB FC, produit à partir de 1966, était semblable au Series IIA FC, mais avec le moteur diesel 2,25 litres en option : le moteur diesel 2,25 litres était le moteur de série pour ce modèle, le moteur essence 2,6 litres étant disponible uniquement pour l'exportation. Des essieux renforcés à voie large, conçus par ENV, ont été montés pour améliorer la stabilité du véhicule, accompagnés d'une barre anti-roulis à l'avant et de ressorts arrière renforcés montés au-dessus de l'essieu, au lieu d'au-dessous. Dans le même temps, l'empattement a été augmenté à 110 pouces (2,794 mm). La production a pris fin en 1974, lorsque Land-Rover a rationalisé sa gamme de véhicules. De nombreux composants IIB ont été utilisés sur le véhicule 109 "1 Ton", supportant 1 tonne de charge utile.

### 1 tonne 109 pouces (séries IIA et III)
Le One-ton 109 inch a été produit de fin 1968 à 1977, couvrant des modèles de la fin de la série IIA et du début de la série III. Pour l'essentiel, il s'agit d'une base de série IIB, mais pourvue d'une carrosserie standard de 109, donc sans cabine avancée, avec le moteur à essence 6 cylindres de 2,6 litres, une boîte de transfert à rapport plus court, ainsi que des essieux avant et arrière ENV (Salisbury avant et arrière sur les séries III ultérieures), bien que certains IIA tardifs aient été équipé d'essieux ENV à l'avant et Salisbury à l'arrière. Les One Ton 109 séries III ultérieurs avaient un essieu avant de type Rover avec un différentiel renforcé. Le cadre du châssis, qui était spécial à ce modèle, comportait une suspension rehaussée par manilles tombantes, similaire à celle des modèles 109 military Land Rover. Les pneus 900 x 16 sur jantes renforcées en acier étaient une caractéristique standard.
Ces véhicules étaient couramment utilisés par les entreprises de travaux publics et de dépannage. Seuls 170 IIA et 238 séries III 1 tonne ont été construits pour le marché intérieur. Les marchés d'exportation en reçurent encore moins d'exemplaires, ce qui en fait l'un des types de Land-Rover les plus rares jamais construits. Parmi ceux-ci, 22 exemplaires de IIA 1 tonne ont été construits avec un moteur à essence de 2,25 litres pour le ministère de la Défense en tant qu'appel d'offres d'incendie, connu sous le nom de TACR1, tandis que les modèles de série III étaient une version améliorée du Land Rover militaire standard.

## Series III
La série III est la Land Rover la plus fabriquée, avec 440 000 exemplaires construits de 1971 à 1985. Elle avait les mêmes options de moteurs et de carrosseries que les IIA précédentes, y compris les breaks (Station Wagon) et les versions 1 tonne. De la série IIA à la série III, on note quelques changements esthétiques, mais relativement limités : les phares avaient déjà été déplacés vers les ailes sur les derniers modèles IIA de 1968-69 (pour se conformer, disait-on, aux règlements d'éclairage australien, américain et néerlandais), et ils sont restés dans cette position pour la série III. La grille métallique traditionnelle, présente depuis le début sur toutes les séries I, II et IIA, a été remplacée pour la série III par une grille en plastique gris métallisé. Le moteur était le 2,25 litres, dont la compression a été portée de 7:1 à 8:1, ce qui augmentait légèrement la puissance (mais le moteur de compression élevée était un ajustement optionnel sur le modèle IIA depuis plusieurs années). C'est durant cette période de production de la série III qu'est sortie d'usine la 1 000 000e Land Rover, en 1976. La série III a vu de nombreux changements dans la dernière partie de sa carrière, afin de répondre à une concurrence accrue. Ce fut le premier modèle à présenter une boîte synchronisée sur les quatre vitesses, bien que certains modèles de série IIA de suffixe H (surtout des Station Wagon) aient déjà été dotés d'une boîte entièrement synchronisée. Conformément aux tendances de la décoration automobile du début des années 1970, concernant à la fois la sécurité et l'utilisation de matériaux avancés, le tableau de bord métallique simple des modèles précédents a été remplacé par un nouveau tableau de bord en plastique moulé épais, et les cadrans et indicateurs, auparavant situés au centre du tableau, ont été déplacés devant le conducteur. Les châssis longs 109 pouces de la série III reçurent en équipement standard le pont arrière Salisbury, où le carter de différentiel et le boîtier de pont sont fondus d'une seule pièce (mais certains modèles 109 de la fin de la série IIA l'avaient connu aussi).
En 1980, les moteurs à essence et diesel de 2,25 litres ont reçu un vilebrequin plus moderne à 5 paliers, et les essieux et moyeux de roues ont été renforcés. Les arbres de roues étaient de plus fort diamètre, ce qui mettait un terme à la propension des Land Rover antérieurs à voir leurs arbres de roues se briser net dès que l'effort devenait excessif. 

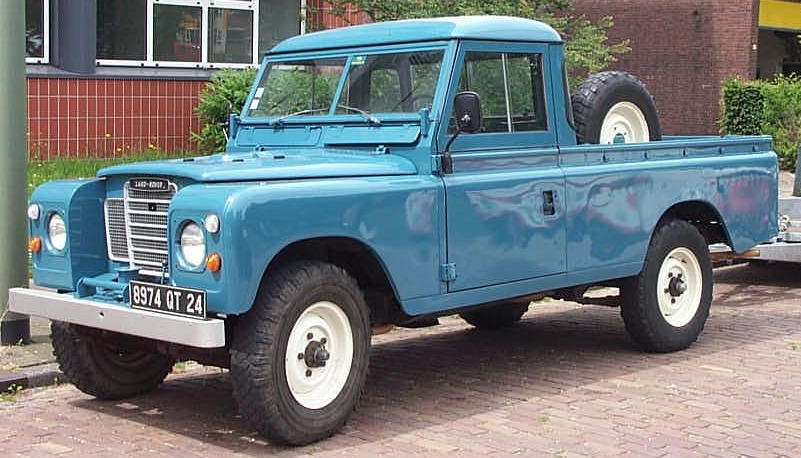
Pick-up 109 série III, 1980.

De nouvelles options de finition ont été introduites pour rendre l'intérieur plus confortable si l'acheteur le souhaitait. Ces changements aboutirent en avril 1982 par l'introduction de la série limitée Station Wagon County, disponibles en 88 et 109 pouces. Ceux-ci bénéficiaient des tout nouveaux sièges en tissu du camion Leyland T-45, d'un kit d'insonorisation, de glaces teintées et d'autres améliorations d'agrément et de confort.
Encore plus intéressante a été l'introduction du pick-up haute capacité (High Capacity Pick Up) sur châssis 109 pouces à suspension renforcée, offrant une surface de chargement accrue de 25 % par rapport au pick-up classique.

### Stage One V8

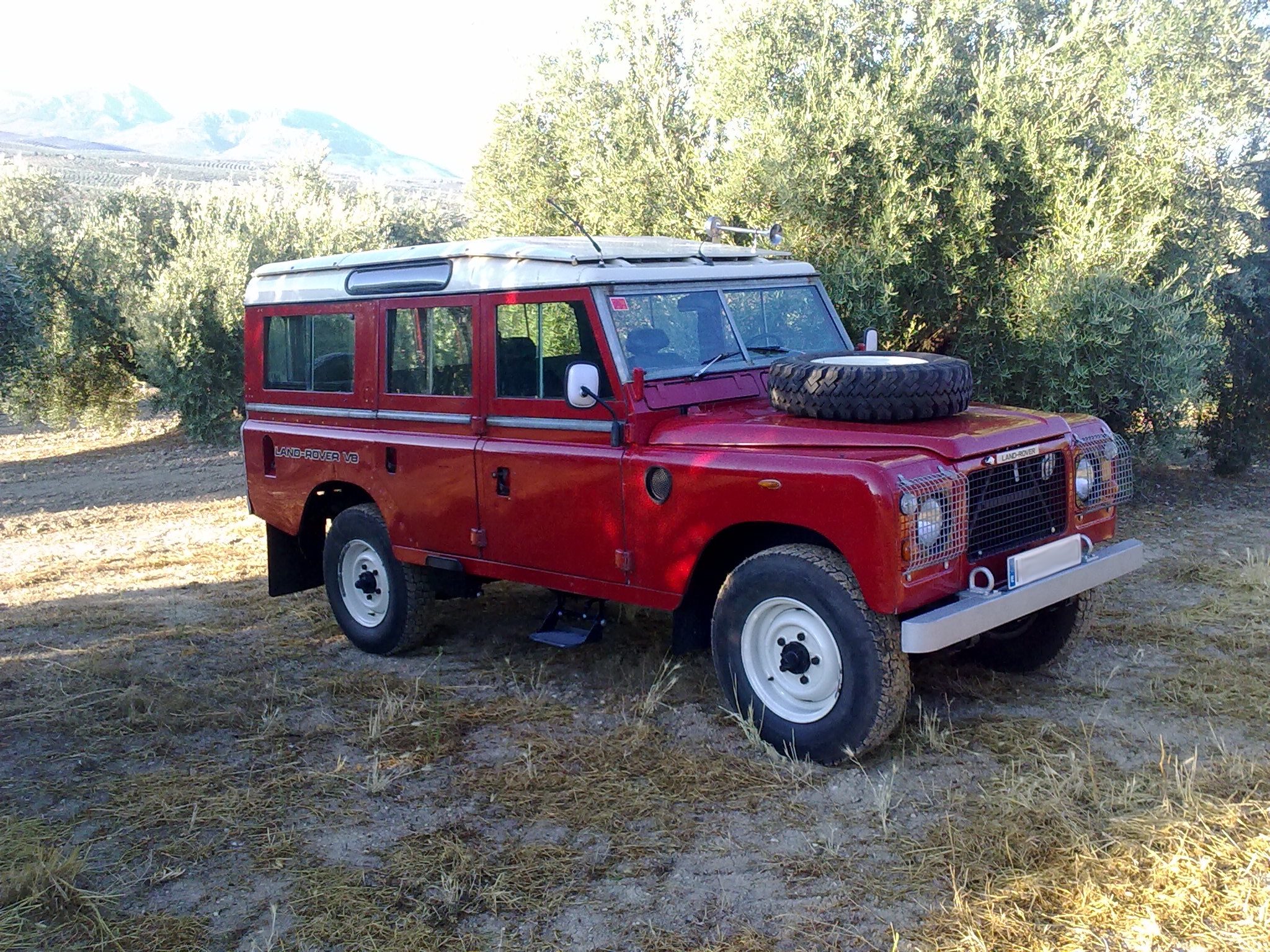
Land Rover Stage One V8.

Le Stage One V8 a été produit de 1979 à 1985, en utilisant certains des composants du Range Rover et du 101 Forward Control, tels que la boîte de vitesses LT95 et le moteur à essence Rover V8 de 3,5 litres. Le moteur a été ramené à 91 ch (68 kW), par rapport aux 135 ch du Range Rover contemporain. Le véhicule est né parce que les véhicules concurrents Toyota Land Cruiser et Nissan Patrol, équipés de moteurs 6 cylindres puissants et durables, faisaient des percées considérables sur le marché, en particulier en Australie et en Afrique. Un Land Rover à moteur V8 avec la transmission 4 x 4 permanente du Range Rover constituait une avancée technologique considérable par rapport aux transmissions 4 x 4 débrayables et moteurs 4 cylindres des modèles précédents. Cependant, le Stage 1 utilisait toujours les ressorts à lames de la série III.
Extérieurement, le Stage One V8 est immédiatement reconnaissable à sa calandre avancée en grille métallique
et à son capot long, celui-là même qui équipera les 90/110 quelques années plus tard.
Le Stage 1 n'était normalement disponible que sous la forme à châssis long (LWB) de 109 pouces (2,80 m), mais 24 exemplaires furent construits avec l'empattement SWB de 88 pouces (2,235 m).
L'appellation "Stage 1" fait référence à la première étape d'investissement du gouvernement britannique dans l'entreprise pour améliorer les offres de produits Land Rover et Range Rover, afin de contrer les défis du marché, et constituait un développement transitoire sur la voie des Land Rover 90 et 110 à ressorts hélicoïdaux. L'utilisation du moteur et de la transmission du Range Rover en a fait le seul véhicule de la série III à avoir une transmission intégrale permanente.
La plupart des véhicules Stage 1 V8 ont été exportés, car le moteur plus gros n'était pas vraiment recherché par les propriétaires britanniques, pour qui le moteur 4 cylindres de 2 286 cm³ semblait suffisant et un peu plus économique. Un petit nombre peut avoir été utilisé par les forces armées britanniques. Cependant, l'armée néo-zélandaise a acheté 566 Land Rover Stage 1 V8, entrés en service au cours de la période 1982-1986.

## Versions militaires

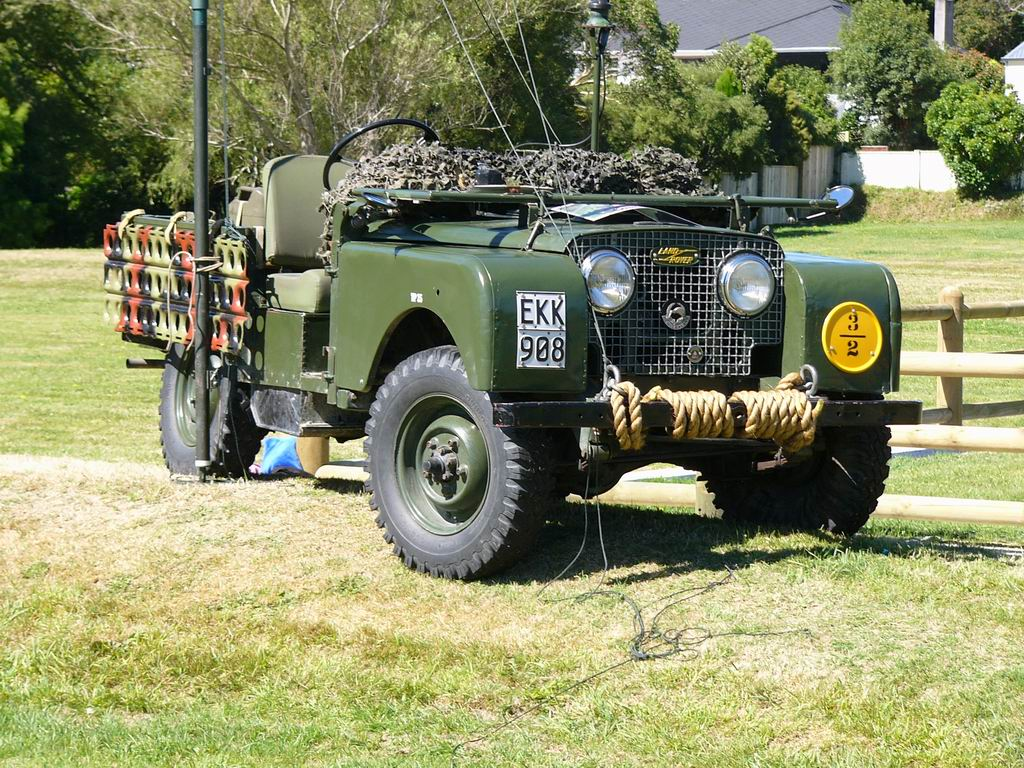
Land Rover Series I, version militaire, 1951.

L'armée britannique a utilisé les Land Rover Series en grand nombre, comme elle continue à utiliser les versions modernes de Defender. L'armée a testé le 80 pouces Série I presque dès son lancement en 1948. À cette époque, elle était plus intéressée par le développement de l'Austin Champ, un véhicule 4×4 spécialement conçu pour l'armée britannique. Cependant, la Champ s'est avérée trop chère, trop complexe, lourde et assez peu fiable dans des conditions de champ de bataille, en comparaison des Land Rover. Dans les années 1940, le ministère de la Défense s'est attaché à normaliser ses véhicules et équipements. Une partie de ce plan consistait à adapter des moteurs Rolls-Royce à essence à tous ses véhicules (bien que la plupart n'aient été pas réellement construits par Rolls-Royce). Un lot de Land Rover Series I a donc été équipé du moteur Rolls-Royce B40 à quatre cylindres, ce qui a nécessité l'allongement de l'empattement à 81 pouces (2,10 m). Cependant, le moteur était trop lourd, lent à monter en régime et donnant un couple auquel la boîte de vitesses Rover de l'époque ne pouvait faire face. Rover a réussi à convaincre le MOD que, compte tenu des quantités de Land Rover qu'ils envisageaient de commander, le moteur de 1,6 litre standard serait mieux adapté et certainement suffisant. Le MOD a commencé à passer ses commandes de Land Rover par lots, à partir de fin 1949. Les premiers lots étaient de 50 véhicules, mais, dès le milieu des années 1950, l'armée achetait les Land Rover par 200 véhicules à la fois.
Les Land Rover ont été déployées dans la guerre de Corée et la crise de Suez, avant de devenir les véhicules militaires légers standards de tout le Commonwealth.

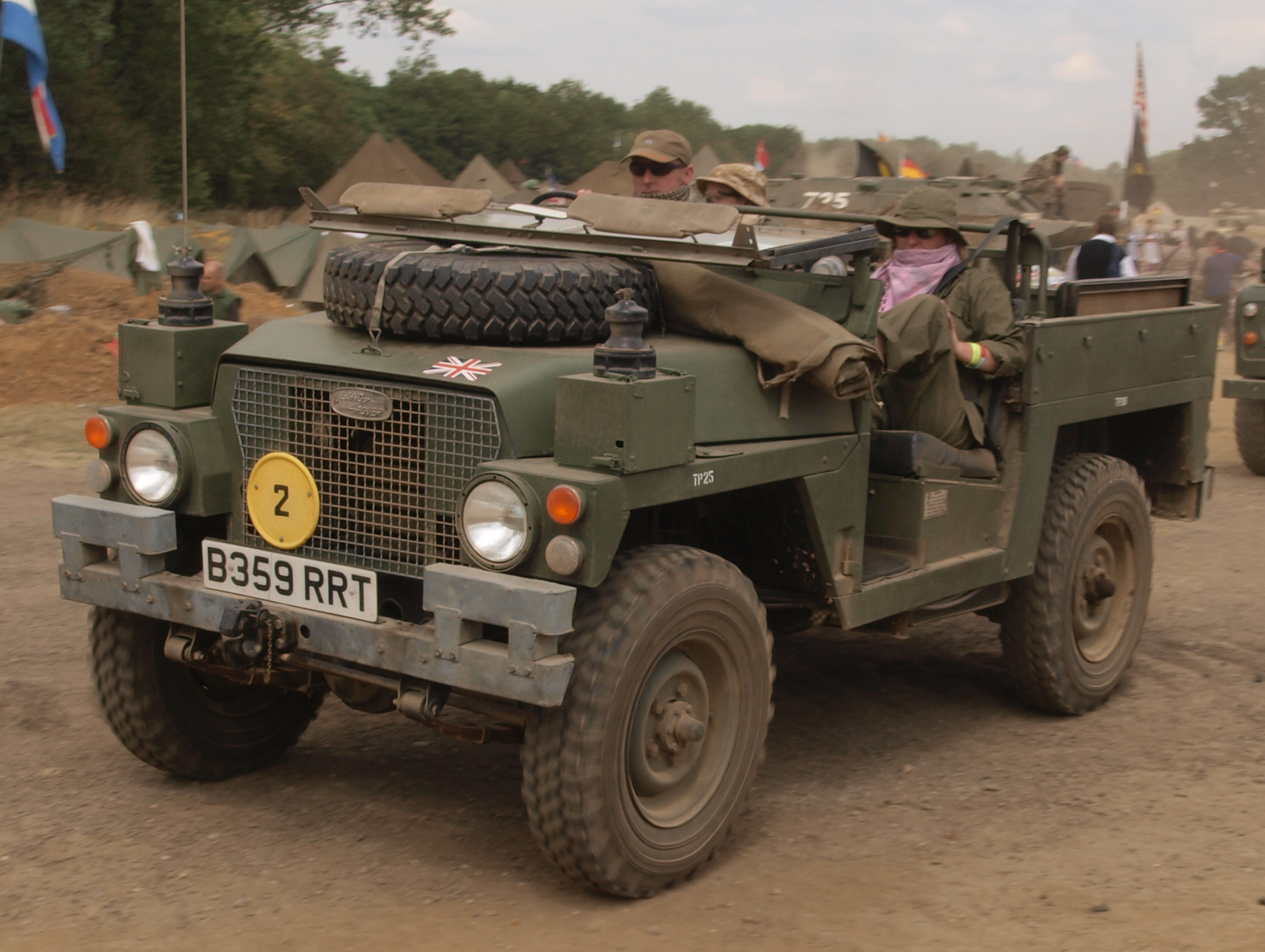
Land Rover 88 Air-Portable

Des versions de plus en plus spécialisées ont été développées au cours des années 1960 : voitures radio avec un gros générateur et un équipement électrique 24 V, ambulances sur châssis 109 pouces. Une version bien connue a été la LRPV (Long-Range Desert Patrol Vehicle), communément appelée Pink Panther, en raison de son camouflage couleur sable d'un rose clair : dépouillée de portes et de pare-brise, elle était équipée de lance-grenades, d'une mitrailleuse et de réservoirs de carburant et d'eau à grande capacité. Ces véhicules ont été utilisés par le SAS pour les  patrouilles et les opérations spéciales dans le désert.
À la fin des années 1970, l'armée britannique avait acquis environ 9000 Series II et III, qui étaient pour l'essentiel une version spéciale Heavy Duty de la 109 pouces, le plus souvent bâchée. Ces modèles avaient une suspension renforcée et une traverse arrière de châssis différente des modèles civils. Ils ont été produits en 12 et 24 V. Il y a eu aussi des modèles 88 pouces conventionnels, mais en général, l'armée a préféré la version allégée Air-Portable, reconnaissable à ses ailes droites coupées, également en service dans les armées danoise et hollandaise. L'armée britannique avait également des camionnettes 101 pouces à cabine avancée. Toutes les Land Rover militaires britanniques étaient pourvues du moteur à essence à quatre cylindres de 2,25 litres.